# Coupe de Palestine des nations de football
Cet article concerne Coupe de Palestine ayant existé de 1972 à 1975. Pour la Coupe de Palestine ayant existé de 1928 à 1947, voir Coupe d'Israël de football.
La coupe de Palestine est une compétition arabe inter-nations de football. Elle a été créée en 1972 pour remplacer le championnat arabe des nations en adoptant une appellation soulignant l'attachement des pays arabes à la cause palestinienne. Mais seules trois éditions ont eu lieu.

## Historique
La première s'est déroulée à Bagdad (Irak) en janvier 1972, avec la participation de neuf nations. L'Égypte l'a emportée sur le pays organisateur en finale.

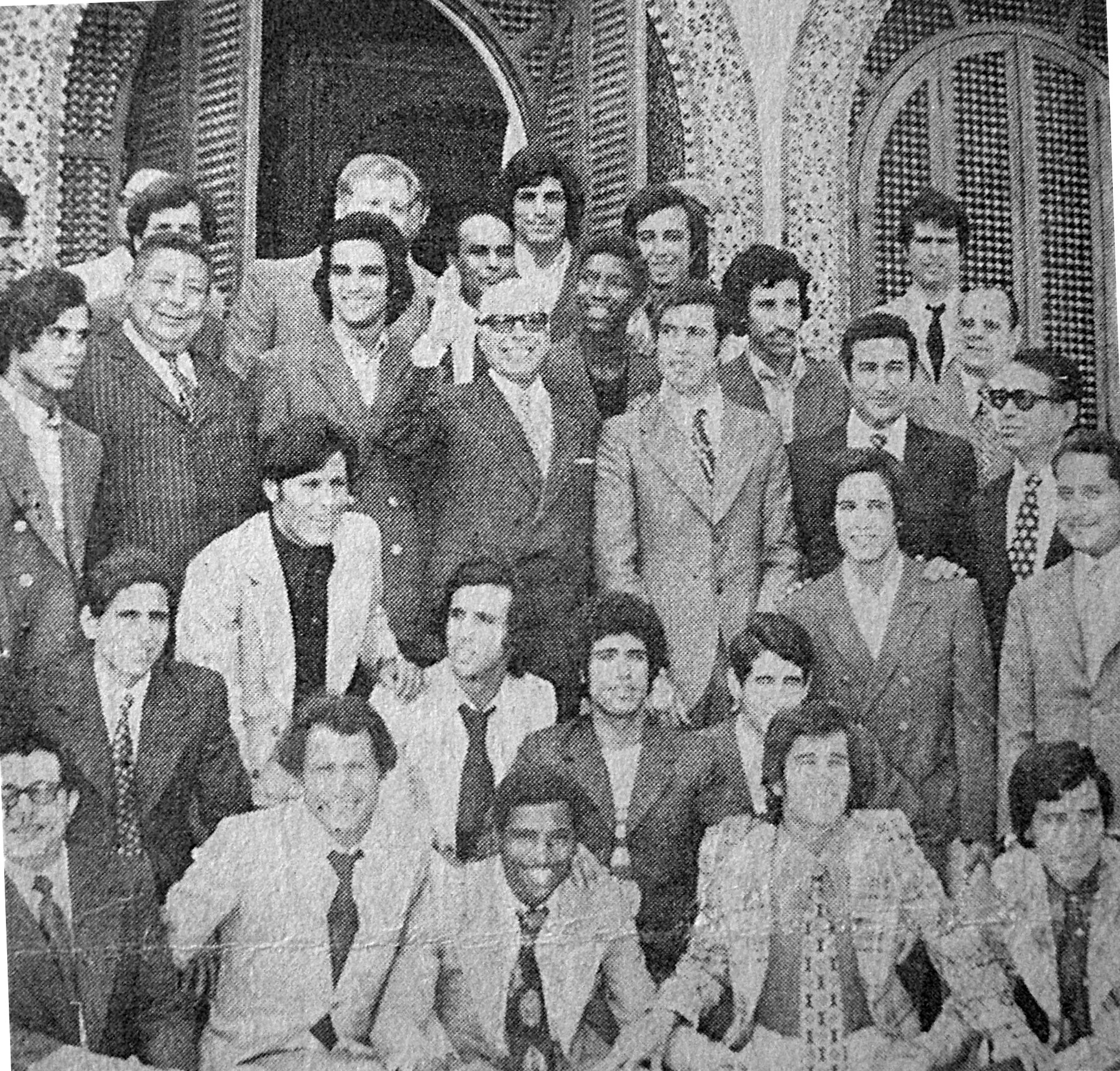
Le président Bourguiba au milieu des joueurs de la sélection tunisienne vainqueur de la Coupe de Palestine en 1973

La deuxième édition a eu lieu à Tripoli (Libye) au mois d'août 1973. La Tunisie alors emmenée par Mohieddine Habita (surnommé à l'occasion "le Pelé arabe" (six buts), Mohamed Ali Akid (six buts) et  Ezzedine Chakroun (cinq buts), a survolé la compétition, réussissant six victoires en autant de rencontres avec 19 buts marqués et trois encaissés.
Les joueurs ayant participé à cette coupe sont : Mohamed Zouaoui, Sadok Sassi, Néjib Hlayem, Ahmed Zitouni, Ridha Ellouz, Amri Melki, Khaled Gasmi, Youssef Jerbi, Mokhtar Dhouib, Ezzedine Bezdah, Abderrahmane Nasri, Abdesselem Chemam, Moncef Khouini, Mohieddine Habita, Mohamed Ali Akid, Noureddine Ben Arfa, Slah Karoui, Ezzedine Chakroun et Raouf Ben Aziza. (Entraîneur : Ameur Hizem).
C'est la Tunisie qui abrite la troisième édition du 19 au 28 décembre 1975. Après une victoire sur les Émirats arabes unis (3-0), elle fait un match nul avec l'Irak et se trouve éliminée dès le premier tour. Le public boude la compétition et l'Égypte s'impose en finale contre l'Irak.
La quatrième édition prévue en Arabie saoudite en 1977 n'a pas lieu et la compétition disparaît. Même la proposition de la consacrer aux catégories espoirs ou juniors fait long feu.
Le championnat arabe des nations sera restauré.

## Palmarès
| Année | Pays organisateur | Vainqueur | Finaliste | Troisième |
| ----- | ----------------- | --------- | --------- | --------- |
| 1972  | Irak              | Égypte    | Irak      | Algérie   |
| 1973  | Libye             | Tunisie   | Syrie     | Algérie   |
| 1975  | Tunisie           | Égypte    | Irak      | Soudan    |
| 1977  | Arabie saoudite   | annulé    |           |           |